# تراسپیندو
تراسپیندو (به اسپانیایی: Traspinedo) یک شهرستان در اسپانیا است که در استان وایادولید واقع شده‌است.